# Reattore chimico batch

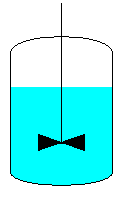
Schematizzazione di un reattore batch.

Un reattore chimico di tipo batch è un'apparecchiatura utilizzata per lo svolgimento di reazioni chimiche in maniera discontinua. È in genere costituito da un recipiente con un sistema di agitazione e di condizionamento termico.
Un reattore batch opera secondo una sequenza:
- carico di tutti i reagenti e chiusura del reattore
- condizionamento termico
- reazione chimica
- spegnimento
- apertura e svuotamento
- lavaggio.

I reattori batch vengono preferiti ai reattori continui quando:
- la produzione è inferiore a 500 t/anno
- il reattore deve produrre una gamma di prodotti diversi
- l'impianto è attivo solo durante alcune stagioni
- il prodotto ha una vita commerciale molto corta
- la reazione chimica è molto lenta
- si lavorano fluidi che ostruiscono i tubi e che sporcano il reattore
- si lavorano basse portate di slurry (liquame).

Rispetto ai reattori continui tuttavia il reattore batch non è utilizzabile se esiste il rischio concreto che si possa verificare una reazione fuggitiva (runaway) al suo interno.

## Dimensionamento
Si consideri una reazione fra composti liquidi del tipo:
A + B → C
supponendo il reattore isotermo e perfettamente miscelato (in modo che la velocità di reazione non dipenda dal volume). È possibile in tal modo risalire alla formula differenziale in funzione della conversione X:
{\displaystyle -r_{A}V=N_{A0}{\frac {dX}{dt}}}
da cui si ricava la forma integrale:
{\displaystyle t=N_{A0}\int _{0}^{X}{\frac {dX}{-r_{A}\cdot V}}}
con:
- {\displaystyle N_{A0}} = numero di moli della specie A al tempo {\displaystyle t=0}
- {\displaystyle V} = volume della fase liquida

Per ottenere la produttività reale è necessario sommare a questo tempo caratteristico anche il tempo necessario per effettuare tutte le altre operazioni.